# Štajerska domovinska zveza
Štajerska domovinska zveza (nemško Steirischer Heimatbund) je bila organizacija, ki je v času nemške okupacije skrbela za ponemčevanje na zasedenem območju Spodnje Štajerske med drugo svetovno vojno.
Zvezo je odredbo 10. maja 1941 ustanovil civilni upravitelj priključenih ozemelj, dr. Uiberreither, njena naloga pa je bila »duševno, duhovno in politično voditi ljudi in jih pripraviti za zavestne državljane rajha in polnovredne člane nemške narodne skupnosti.« To je storil zato, ker na etnično nečistem teritoriju ni imel namena ustanavljati podružnic NSDAP in njenih vej kot sta bili SA in SS. Hkrati je z ustanovitvijo te organizacije poskrbel, da je omogočil v Jugoslaviji zatirani nemški manjšini čim hitrejšo reintegracijo v nemško okolje ter jim hkrati pravno urediti državljanstvo in vse pravice povezane z njim. 
Vodja Štajerske domovinske zveze je bil SA-Standartenführer Franz Steindl, ki je z močno propagandno akcijo vabil prebivalstvo k včlanitvi v zvezo. Prebivalstvo se je včlanjevalo prostovoljno, s tem, da so tisti, ki so se prijavili, največkrat ostali na svojih domovih, če pa tega niso storili, so bili pogosto izgnani s svojih domov v Srbijo, Slavonijo in drugam) ali pa so bili prepuščeni neznani usodi.
V Zvezi je obstajalo dvojno članstvo. Nekateri člani, predvsem »folksdojčerji« in nekdanji »kulturbundovci«, so dobili rdeče članske izkaznice, vsi drugi, teh je bila večina, pa so kot začasni člani, ki naj bi svojo predanost nemškemu rajhu šele dokazali, dobili zelene izkaznice. Kasneje so Nemci na podlagi članstva tudi uredili področje državljanstva. Dokončni člani (rdeče izkaznice) so brezpogojno dobili nemško državljanstvo, začasni člani so dobili nemško državljanstvo na preklic, vsi tisti, ki v zvezo zaradi takšnih ali drugačnih razlogov niso bili sprejeti, pa so dobili status zaščitenca.
Štajerska domovinska zveza je imela tudi svoje oborožene oddelke. Pri zveznem vodstvu in kasneje tudi okrožnih vodstvih je deloval nacionalno politični urad z odseki za naseljevanje, državljanstvo in preseljevanje. V organizacijo je bilo včlanjenih 323.807 oseb.

## Organiziranost
Štajerska domovinska zveza je bila organizirana po vodstvenem in teritorialnem načelu. Na čelu organizacije je bil zvezni vodja, v okrožjih okrožni vodje, v občinah so bili krajevni skupinski vodje, tem pa so bili podrejeni vodje celic (Zellenführer) in tem vodje naselij (Blockführer).
Zvezno vodstvo je imelo svoj sedež v Mariboru. Okrožna vodstva so imela urade: okrožni vodja, vodstveni urad 1. in 2., upravni urad, delovnopolitični urad, rasnopolitični urad, urad za ženske in urade za ljudsko blaginjo, za ljudsko vzgojo, za agrarno politiko, za zdravje, za pravne zadeve, za komunalne zadeve, za šolstvo, za vojaško vzgojo, za vodenje mladine, okrožno razsodišče in urad za uradnike.

## Ureditev
- Štajerska domovinska zveza, Zvezno vodstvo Maribor (Steirischer Heimatbund, Bundesführung Marburg)
- Štajerska domovinska zveza, Okrožno vodstvo Brežice (Steirischer Heimatbund, Kreisführung Rann)
- Štajerska domovinska zveza, Okrožno vodstvo Celje (Steirischer Heimatbund, Kreisführung Cilli)
- Štajerska domovinska zveza, Okrožno vodstvo Trbovlje (Steirischer Heimatbund, Kreisführung Trifail)
- Štajerska domovinska zveza, Okrožno vodstvo Ptuj (Steirischer Heimatbund, Kreisführung Pettau)
- Štajerska domovinska zveza, Okrožno vodstvo Ljutomer (Steirischer Heimatbund, Kreisführung Luttenberg)
- Štajerska domovinska zveza, Krajevno skupinsko vodstvo Maribor-mesto (Steirischer Heimatbund, Ortsgruppenführung Marburg-Stadt)
- Štajerska domovinska zveza, Krajevno skupinsko vodstvo Zagorje (Steirischer Heimatbund, Ortsgruppenführung Edlingen)

## Oboroženi oddelki Štajerske domovinske zveze
Wehrmannschaft na Spodnjem Štajerskem je bil ustanovljen že leta 1941 v okviru Štajerske domovinske zveze in je bil nekakšna različica oboroženih oddelkov Sturmabteilungen (SA) Nacionalsocialistične nemške delavske stranke. V oborožene oddelke so bili sprva vključeni vsi moški od 18. do 45. leta starosti, ki so že bili člani Štajerske domovinske zveze. Naloga oddelkov je bilo izvenarmadno delovanje na zasedenem področju in nacionalsocialistična vzgoja ter dodatno učenje nemškega jezika. Wehrmannschaft na Štajerskem je bil pod vodstvom SA-Gruppe Südmark, ki je imel sedež v Gradcu. Kasneje je poveljstvo v Gradcu v Mariboru namestilo posebnega vodjo Wehrmannschafta za Spodnjo Štajersko, ki je bil neposredno odgovoren njemu. V posameznih političnih okrožjih so vzpostavili še po enega ali dva Standarte, ki so se je delil na Sturme, ti na Truppe in te na Schare. Več Sturmov je tvorilo Sturmbann. V posameznih Sturmih so bili zbrani moški enega kraja ali dela krajevne skupnosti, po moči pa so šteli med 150 in 200 mož. Do novembra 1941 je bilo na Spodnjem Štajerskem organiziranih 10 takih Standartov (Maribor-mesto, Maribor-okolica, Slovenj Gradec, Celje-vzhod, Celje-zahod, Ptuj-sever, Ptuj-jug, Ljutomer, Brežice in Trbovlje) s 307 Sturmi (skupaj okoli 84.000 mož). V začetku leta 1942 so ustanovili še motorizirano enoto Wehrmannschaft-Motorstandarte z 19 Motorsturmi in aprila 1942 še obveščevalno Wehrmannschaft-Sonderstandarte s 15 Sturmi. Zaradi porasta narodnoosvobodilnega gibanja na Spodnjem Štajerskem je bil nemški okupator prisiljen uporabljati Wehrmannschaft tudi za boj proti partizanom, v tem boju pa je bil neposredno pod poveljstvom okupacijskih policijskih enot. 
14. aprila 1942 je bil ustanovljen Wehrmannschaft bataljon Jug (Wehrmannschaftsbataillon Süd), ki je sprva štel 6, kasneje pa 10 čet. Sedež štaba bataljona je bil v Sevnici. Bataljon j edeloval do novembra 1942, ko so ga demobilizirali. Nekaj pripadnikov so uporabili pri sestavi štirih novih čet: Maribor-okolica, Ptuj, Celje in Brežice. Te čete so delovale do 1. decembra 1942. Jeseni 1942 so organizirali še deželne straže (Landwacht), ki so bile namenjene za defenzivno zavarovanje vasi in so bile po nalogah podobne vaškim stražam v Ljubljanski pokrajini. Te straže so se obdržale do februarja 1945, ko so jih vključili v Nemški Volkssturm. V decembru 1942 in januarju 1943 so v okviru Wehrmannschafta za boj proti partizanom na območjih Standartov ustanovli še alarmne čete. 
Po reorganizaciji Wehrmannschafta sta bili 1. marca 1943 iz desetih Standartov na Spodnjem Štajerskem ustanovljeni dve brigadi, Maribor in Celje, ki pa sta delovali le do 15. julija 1943, ko so ju ukinili. Namesto njih so v posameznih Standartih vzpostavili še večje število alarmnih čet, te pa so združili v bataljone. 27. marca 1943 je bil ustanovljen Alarmni bataljon Celje-zahod (Alarm-bataillon Cilli-West), ki se je oktobra 1943 preorganiziral v Alarmni bataljon Zahod. 12. oktobra 1943 je bil ustanovljen nov Wehrmannschaft bataljon Jug (Wehrmannschafts-bataillon Süd), 27. oktobra 1943 pa se je le-ta preimenoval v samostojni 4. bataljon. Temu so kasnjeje priključili tudi 19. SS-policijski polk. 10. oktobra 1943 je bil v Mozirju ustanovljen še en alarmni bataljo, Alarmni bataljon Mozirje (Alarm-bataillon Prassberg), ki je 21. oktobra 1943 prevzel naziv Alarmni bataljon Zahod, dotedanji Alarmni bataljon Zahod pa se je preimenoval v Alarmni bataljon Jug. 
28. oktobra 1943 je bil ustanovljen še četrti alarmni bataljon, Alarmni bataljon Sever (Alarm-bataillon Nord), 30. oktobra 1943 Alarmni bataljon Vzhod (Alarm-bataillon Ost) in 13. novembra 1943 Alarmni bataljon Sredina (Alarm-bataillon Mitte). Marca 1944 so ustanovili prvi polk na območju Spodnje Štajerske, Wehrmannschaft polk Spodnja Štajerska (Wehrmannschaftsregiment Untersteiermark), ki so ga sestavljali 4 bataljoni: Maribor, Ptuj, Celje in Brežice. Štab polka je bil v Slovenj Gradcu. 
Jeseni 1944 so tudi na Spodnjem Štajerskem osnovali Nemški Vollkssturm. Po domačem zgledu so vanj mobilizirali vse za orožje sposobne moške od 16. do 60. leta starosti. Za ustanovitev in vodenje Volkssturma v pokrajinah so bili odgovorni pokrajinski vodje (Gauleiterji). Vodja Nemškega Volkssturma na Štajerskem je bil gauleiter, ki je imel za vojaško-organizacijske zadeve ob sebi svojega pokrajinskega štabnega vodjo in posebnega štabnega vodjo za Spodnjo Štajersko. V okrožjih so postali vodje Volkssturma okrožni vodje NSDAP, na Spodnjem Štajerskem, kjer ni bilo organizacije NSDAP, pa okrožni vodje Štajerske domovinske zveze, ki so jim pomagali okrožni štabni vodje. V Nemški Volkssturm na Spodnjem Štajerskem so vključili Wehrmannschaft bataljon Spodnja Štajerska, mestno in deželno stražo in mariborski Selbstschutz. Prve dni maja 1945 so Nemški Volkssturm na Spodnjem Štajerskem razpustili.

### Enote
Ime (nemško ime), leta delovanja.
- Wehrmannschaftsstandarte Celje-vzhod (Wehrmannschaftsstandarte Cilli-Ost), 1941 - 1945
- Wehrmannschaftsstandarte Celje-zahod (Wehrmannschaftsstandarte Cilli-West), 1941 - 1945
- Wehrmannschaftsstandarte Maribor-mesto (Wehrmannschaftsstandarte Marburg-Stadt), 1941 - 1945
- Wehrmannschaftsstandarte Sevnica-Trbovlje (Wehrmannschaftsstandarte Lichtenwald-Trifail), 1941 - 1945
- Wehrmannschaft bataljon Jug (Wehrmannschaftsbataillon Süd), 1942 - 1942
- Wehrmannschaft bataljon Zahod Mozirje (Wehrmannschaftsbataillon West Prassberg), 1943 - 1944

- 1. četa Maribor-okolica I. bataljona Maribor Wehrmannschaft polka Spodnja Štajerska (1. Kompanie Marburg-Land I. Bataillon Marburg Wehrmannschaftsregiment Untersteiermark), 1944 - 1945
- II. bataljon Ptuj Wehrmannschaft polka Spodnja Štajerska (II. Bataillon Pettau Wehrmannschaftsregiment Untersteiermark), 1944 - 1945
- III. bataljon Celje Wehrmannschaft polka Spodnja Štajerska (III. Bataillon Cilli Wehrmannschaftsregiment Untersteiermark), 1944 - 1945
- Nemški Volkssturm, Okrožje Celje (Deutscher Volkssturm, Kreis Cilli), 1944 - 1945